# حريق غابة لايتون
حريق غابة لايتون المعروف أيضًا باسم حريق ليتون كريك هو حريق غابات مستمر بدأ في 30 يونيو 2021 جنوب قرية ليتون في المناطق الداخلية من كولومبيا البريطانية، كندا. دمر الحريق جزءًا كبيرًا من ليتون وتسبب في مقتل اثنين من المدنيين، تم الإعلان عنه في 3 يوليو. تم تحديد مكان العديد من السكان المفقودين الذين ما زالوا مجهولي المصير في ذلك الوقت. تم تسهيل انتشار الحريق وهو أحد حرائق الغابات في كولومبيا البريطانية عام 2021 في جميع أنحاء المقاطعة، بسبب موجة الحرارة الغربية في أمريكا الشمالية عام 2021.
في وقت اندلاع الحريق كان عدد سكان ليتون حوالي 250 نسمة مع 1500 إلى 2000 آخرين من سكان الأمم الأولى الذين يعيشون بالقرب من المحميات المتضررة أيضًا.